# Méningoencéphalite amibienne primitive
 Mise en garde médicale
La méningoencéphalite amibienne primitive, parfois nommée « méningo-encéphalite amibienne aiguë primitive » ou MEAP, est la seule manifestation pathologique décrite chez l'humain et imputable à Naegleria fowleri.

## Le parasite responsable
L'espèce Naegleria fowleri est une amibe libre (non parasite) vivant dans les lacs, marais, piscines mal entretenues et la terre humide : la méningoencéphalite amibienne primitive est une maladie hydrique.

## Épidémiologie
Des cas de MEAP ont été rapportés de diverses parties du monde, essentiellement en milieu tropical. Quelques cas ont été décrits cependant dans des zones plus tempérées.
Le premier cas reconnu de MEAP remonte à 1909. Au total, en 1992, 150 cas environ avaient été rapportés pour l'ensemble de la planète.
En 2007, on estime que plus de 200 cas ont été diagnostiqués dans le monde ; en apparence, on peut croire que la fréquence de la maladie augmente ; cependant, cette augmentation du nombre de cas découverts est aussi due à un meilleur diagnostic de la part des cliniciens et à l'évolution des techniques d'explorations médicales et anatomopathologiques.
La maladie se propage chez les personnes jeunes et en bonne santé des deux sexes qui se trouvent régulièrement en contact avec l'eau douce et chaude, particulièrement en pratiquant de la plongée en apnée sans masque. Cependant, il faut que des conditions particulières soient réunies pour provoquer la MEAP.

## Physiopathologie
Le trophozoïte du Naegleria fowleri pénètre dans l'encéphale à partir des fosses nasales en traversant l'épithélium olfactif, provoquant une réaction inflammatoire.

## Incubation
Lors d'une exposition apparemment liée à l'inhalation de poussières ou de gouttelettes contenant N. Fowleri sous sa forme kystique ou végétative, la période d'incubation pourrait durer jusqu'à deux ou trois semaines, mais peut, selon des données rapportées des États-Unis, se limiter à trois ou cinq jours.

## Pathogénicité et signes cliniques
La MEAP entraîne l'apparition brutale de maux de têtes, fièvre modérée, de nausées parfois associée à une irritation de la gorge et à une rhinite. Le tout pouvant s'accompagner de léthargie, raideur de la nuque, photophobie, diverses atteintes oculaires (mydriase, nystagmus, sensibilité à la pression) , convulsions involontaires, évoluant rapidement vers un syndrome confusionnel, une hyperthermie (39 à 41 °C), des vomissements et des crises épileptiformes, puis un coma irréversible suivi de la mort de la personne atteinte par dépression respiratoire après moins d'une ou deux semaines suivant l'apparition des symptômes.

### Explorations
- Le scanner cérébral : il montre des hypodensités, parfois hémorragique, une hydrocéphalie associée ainsi qu'un œdème cérébral diffus. On lui préférera l'IRM, plus sensible.
- L'IRM cérébrale : montre des signes en faveur d'une méningo-encéphalite.
- La ponction lombaire : des amibes positives aux anticorps anti-Naegleria ou positives au test de flagellation (deux flagelles polaires) peuvent être mis en évidence dans le liquide cérébrospinal, lui-même souvent purulent et hématique, mais leur absence n'exclut pas la possibilité d'une MEAP, c'est l'absence de bactéries malgré une clinique suspecte qui prime alors.
- L'électroencéphalographie (EEG) : montre des signes d'encéphalite. À un stade avancé, il permet de confirmer le coma dépassé et la mort cérébrale, qui mène à la prise de décisions sur la conduite du traitement et la poursuite des soins de réanimation.
- Le diagnostic ne peut être établi de manière incontestable que sur biopsie cérébrale, souvent effectuée en post-mortem.

## Mécanisme d'infection
À l'autopsie, on observe un œdème cérébral marqué, une congestion des méninges, avec présence éventuelle d'un exsudat purulent dans les sillons à la base du cerveau et du cervelet ; l'atteinte à la moelle épinière est variable. Des kystes amibiens sont présents en quantité plus ou moins importante dans le liquide cérébrospinal et dans les exsudats subarachnoïdiens (voir méninges). On en retrouve en grappe périvasculaire dans les espaces de Virchow-Robin ou dans la matière grise mais très rare dans la matière blanche (voir neuroanatomie).

## Traitements
L'infection est de pronostic catastrophique en une semaine environ. Il n'existe pas de traitement véritablement efficace contre cette infection ; fort heureusement, la maladie est rare et nécessite que des conditions spécifiques soient réunies pour déclencher la MEAP. Ces conditions particulières ainsi que l'inoculum requis sont encore méconnues à l'heure actuelle.
Cependant, certains médicaments et antibiotiques semblent influer sur l'évolution de l'infection comme l'amphotéricine B, la rifampicine et la miconazole qui, associées, ont prouvé leur efficacité sur deux ou trois personnes.
En 1992, la littérature ne rapportait que sept cas de survie avérée à la MEAP — le taux de survie est donc encore plus bas que pour la maladie à virus Ebola — et uniquement chez des sujets très jeunes de 2 à 14 ans et dont le traitement et l'infection ont laissé des séquelles neurologiques plus ou moins importantes.

## Anecdotes
En 2007, six cas ont été rapportés aux États-Unis, soit deux à trois fois plus de cas que d'habitude.
Cette maladie apparaît dans l'épisode « Au suivant », vingt-et-unième épisode de la deuxième saison et dans la saison 8 au 17e épisode Poupées d'amour de la série médicale Dr House. Elle apparaît aussi dans l'épisode Cours, docteur, cours, treizième épisode de la première saison, de la série médicale The Resident ainsi que dans l’épisode 6 de la saison 1 de la série New Amsterdam.